# Hausen (Schonungen)
Hausen (ⓘ) ist ein Gemeindeteil der Gemeinde Schonungen im unterfränkischen Landkreis Schweinfurt in Bayern.

## Geographische Lage

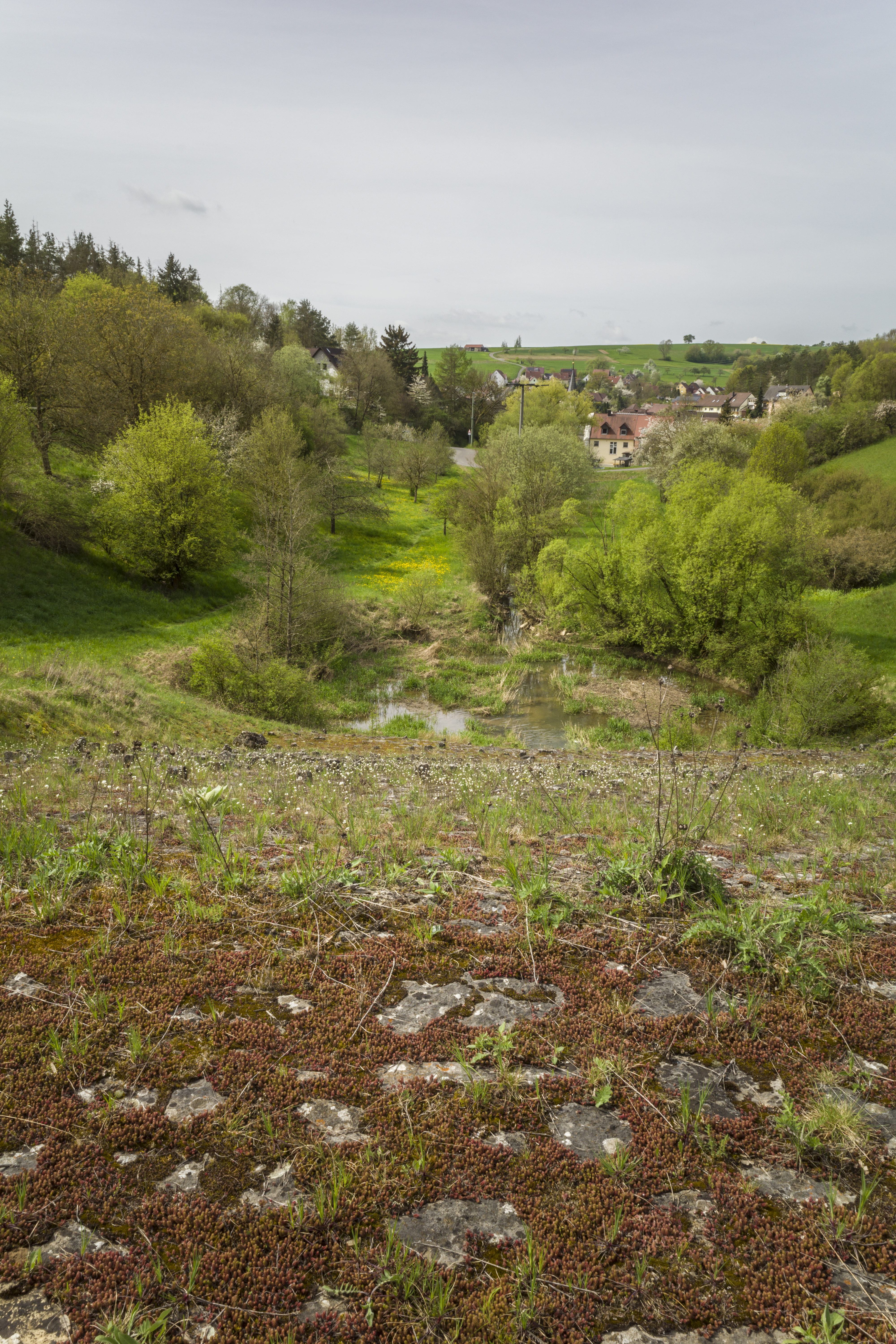
Blick vom Hochwasserrückhaltedamm auf Hausen

Das Pfarrdorf Hausen liegt in der Schweinfurter Rhön, zwei Kilometer nördlich von Schonungen und sieben Kilometer nordöstlich von Schweinfurt.
Das nur über eine Stichstraße erreichbare Dorf liegt im Tal des Hausener Mühlbachs und besitzt eine ruhige, naturnahe Lage. Im Dorf gabelt sich das Tal in einen östlichen Ast, den Ottenhäuser Grund mit dem Wollenbach und einen westlichen Ast, den Hesselbacher Grund mit dem Grundwiesentalbach. Ein Hochwasserrückhaltebecken schützt Hausen vor Hochwasser aus dem Bergland der Schweinfurter Rhön.

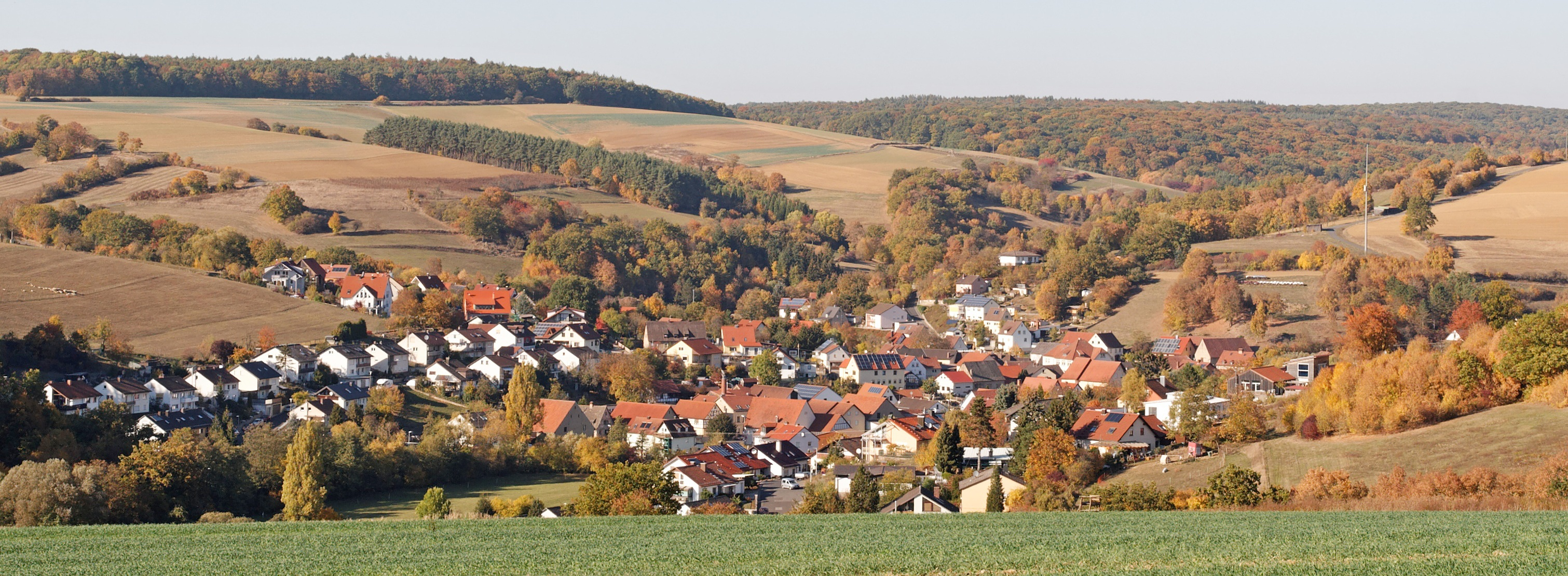
Blick über Hausen auf das Naturschutzgebiet Hausener Talhänge mit dem Ottenhäuser Grund (rechts hinter dem Dorf)
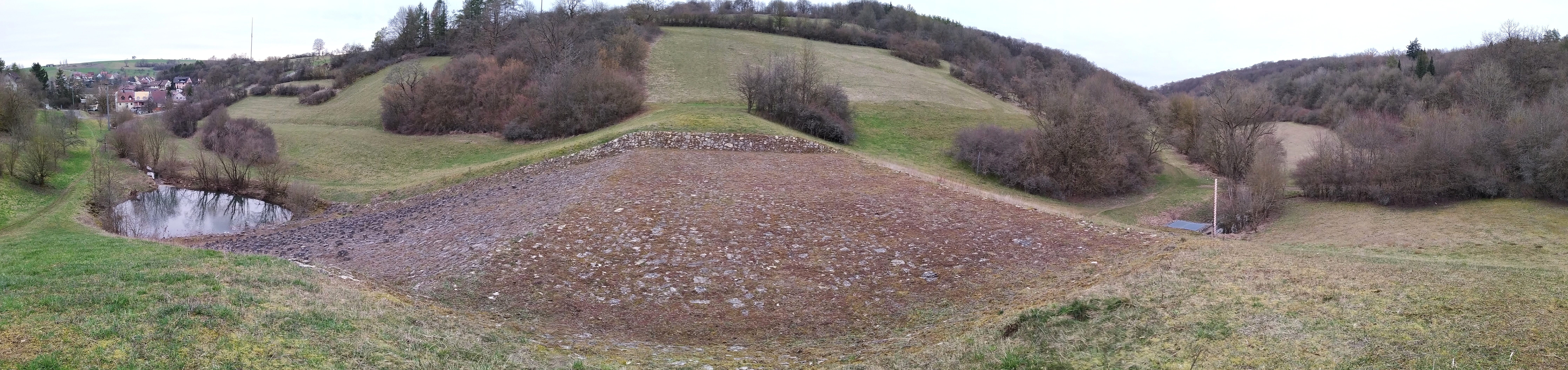
Das Naturschutzgebiet entlang des Wollenbachs. Vorne der Hochwasserrückhaltedamm für Hausen (links im Bild)

## Geschichte
Die erste bekannte urkundliche Erwähnung des Ortes stammt aus dem Jahr 1194. Im Jahr 1305 ging der Ort an die Herren von Henneberg. 1356 entstand die Pfarrei Hausen. Für das 15. Jahrhundert ist der Bau des Chorturmes der Pfarrkirche belegt. Ab 1542 ging Hausen mit dem Amt Mainberg an den Würzburger Bischof. Seit 1625 wurde Hausen im Rahmen des Dreißigjährigen Krieges von schwedischen und im Jahr 1796 im Rahmen des Zweiten Markgrafenkrieges von französischen Truppen heimgesucht.
Im Jahr 1906 entstand das Schulhaus des Ortes; 1927 folgte die zentrale Wasserversorgung. Im Februar 1944 erfuhr Hausen im Zuge des Zweiten Weltkrieges durch Bombenangriffe schwere Beschädigungen. Am 1. Mai 1978 wurde Hausen im Rahmen der Gemeindegebietsreform Ortsteil von Schonungen.

## Naherholung und Sehenswürdigkeiten

### St. Leonhard
Die älteste Bausubstanz der heutigen Saalkirche St. Leonhard ist der spätmittelalterliche Chorturm aus dem 15. Jahrhundert. 1617 wurde die Kirche unter Julius Echter von Mespelbrunn erweitert. Im Jahre 1896 wurde das Langhaus im Rundbogenstil nach Süden angebaut.

### Naturschutzgebiet Hausener Talhänge
Unmittelbar nördlich von Hausen beginnt das Naturschutzgebiet Hausener Talhänge, mit dem Hesselbacher Grund im Westen und dem Ottenhäuser Grund im Osten. Durch Letzteren führt ein 5 Kilometer langer Rad- und Wanderweg zum Weiler Ottenhausen. Die beiden Wiesengründe sind in das dichte Wegenetz der Schweinfurter Rhön, mit seinen Rad-, Trail- und Wanderwegen eingebunden.

### Hausener Felsensee
Der 1998 stillgelegte, 9,5 ha große Kalksteinbruch, mit einem 2,6 ha großen Grundwassersee, liegt 2 Kilometer nordöstlich von Hausen. Der Steinbruch ist nicht zugänglich und nur aus der Ferne zu sehen, da die Felswände einsturzgefährdet sind. Der See wird an drei Seiten von steilen Abbruch-Felswänden umgeben. Der Abbaubetrieb begann 1969 durch die Fa. Wendt. Nach einigen Betreiberwechseln übernahm zuletzt die Basalt AG den Steinbruch.
Anschließend wurde ein Konzept zur Renaturierung erstellt.
Der Steinbruch beherbergte bereits nach Abbauende ein sehr vielfältiges Standortmosaik, mit Abbruchwänden, grundwassergespeistem See, Kleingewässern auf der Bruchsohle, Schotterflächen, Bruchsteinschüttungen, Halbtrockenrasen und einer Abraumhalde. Im Rahmen der Renaturierung waren nur kleine Veränderungen nötig und nahezu das gesamte Areal wurde der Sukzession überlassen. Der Steinbruch grenzt unmittelbar an das Naturschutzgebiet Hausener Tal an, mit Ottenhäuser und Hesselbacher Grund.

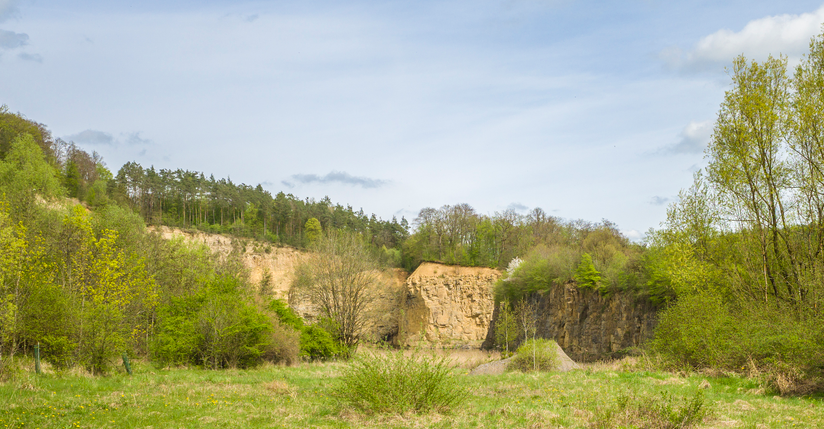
Hausener Felsensee in einem stillgelegten Kalksteinbruch

### Brauerei und Biergarten
In Hausen befindet sich die 1850 gegründete und 100 Jahre bestehende Brauerei Lorenz Fratz, 2008 als Privatbrauerei Martin wiedereröffnet, mit großem Biergarten am Talhang.

## Verkehr
Trotz der abgeschiedenen Lage ist das Dorf relativ leicht erreichbar. Die in Hausen beginnende Kreisstraße SW 26 führt südwärts nach Schonungen und mündet dort in die Staatsstraße 2266. Südöstlich von Hausen verläuft die Bundesstraße 303. Der Ort ist an das Verkehrsnetz der Stadtbusse der Stadtwerke Schweinfurt angeschlossen, mit den Buslinien 71 und 72. In Schonungen besteht ein Anschluss an die Bahnstrecke Bamberg–Rottendorf durch einen neuen Haltepunkt.

## Persönlichkeiten
- Sebastian Fickert (* 1976), Richter und Schriftsteller; wuchs in Hausen auf[4]